# ダニエル・ウィンクラー (野球)
ダニエル・アレン・ウィンクラー（Daniel Allen Winkler, 1990年2月2日 - ）は、アメリカ合衆国イリノイ州エフィンガム郡エフィンガム出身のプロ野球選手（投手）。右投右打。MLBのシカゴ・ホワイトソックス傘下所属。

## 経歴

### プロ入り前
2010年のMLBドラフト43巡目（全体1300位）でシカゴ・カブスから指名されたが、セントラルフロリダ大学へ編入した。

### プロ入りとロッキーズ傘下時代
2011年のMLBドラフト20巡目（全体618位）でコロラド・ロッキーズから指名され、6月19日に契約。契約後、傘下のパイオニアリーグのルーキー級キャスパー・ゴースツでプロデビュー。12試合に先発登板して4勝3敗、防御率3.92、65奪三振を記録した。
2012年はA級アッシュビル・ツーリスツでプレーし、25試合に先発登板して11勝10敗・防御率4.46、136奪三振を記録した。
2013年はA+級モデスト・ナッツで開幕を迎え、22試合に先発登板。12勝5敗、防御率2.97、152奪三振の好成績を残し、6月にカリフォルニアリーグのオールスターゲームに選出された。8月にAA級タルサ・ドリラーズへ昇格。AA級タルサでは5試合に先発登板して1勝2敗、防御率3.04、23奪三振を記録した。
2014年はAA級タルサでプレーし、12試合に先発登板して5勝2敗、防御率1.41、71奪三振を記録した。6月にはテキサスリーグのオールスターゲームに選出された。

### ブレーブス時代
2014年12月に行われたルール・ファイブ・ドラフトでアトランタ・ブレーブスから指名され、移籍した。
2015年は前年に受けたトミー・ジョン手術のリハビリのため、開幕から故障者リストで過ごしていた。9月10日に故障者リストから外れ、21日のニューヨーク・メッツ戦でメジャーデビュー。この試合を含めて2試合に登板し、防御率・奪三振率ともに10.80を記録した。
2016年、メジャーでは3試合に登板して2.1イニングで無安打、4奪三振と好投するが、4月10日の試合で投球の際に右肘を骨折する大怪我を負い、残りのシーズンを棒に振った。
前年の肘の大怪我から2017年8月にようやく復帰し、同年は16試合に登板して1勝1敗、防御率2.51、18奪三振を記録した。
2018年は大きな故障なくシーズンを終え、69試合に登板して4勝0敗2セーブ、防御率3.43、69奪三振と安定した成績を残した。

### ジャイアンツ傘下時代
2019年7月31日にマーク・マランソンとのトレードで、トリスタン・ベックと共にサンフランシスコ・ジャイアンツへ移籍した。翌日の8月1日にDFAとなり、3日にマイナー契約で傘下のAAA級サクラメント・リバーキャッツへ配属された。9月30日にFAとなった。

### カブス時代
2019年12月6日にシカゴ・カブスと1年契約を結んだ。2020年は60試合制の短縮シーズンの中18試合に登板して防御率2.95、WHIP1.20とまずまずの成績を残す。翌2021年もカブスで47試合に登板するが、防御率5.22、WHIP1.56と結果を残せず8月17日に40人枠を外され、8月20日に放出された。

### レンジャース傘下時代
2022年3月16日、テキサス・レンジャースとマイナー契約。しかしメジャーに昇格できぬまま6月1日に放出された。

### ホワイトソックス傘下時代
2022年6月16日、シカゴ・ホワイトソックスとマイナー契約。

## 詳細情報

### 年度別投手成績
| 年 度    | 球 団    | 登 板 | 先 発 | 完 投 | 完 封 | 無 四 球 | 勝 利 | 敗 戦 | セ 丨 ブ | ホ 丨 ル ド | 勝 率 | 打 者 | 投 球 回 | 被 安 打 | 被 本 塁 打 | 与 四 球 | 敬 遠 | 与 死 球 | 奪 三 振 | 暴 投 | ボ 丨 ク | 失 点 | 自 責 点 | 防 御 率 | W H I P |
| -------- | -------- | ----- | ----- | ----- | ----- | -------- | ----- | ----- | -------- | ----------- | ----- | ----- | -------- | -------- | ----------- | -------- | ----- | -------- | -------- | ----- | -------- | ----- | -------- | -------- | ------- |
| 2015     | ATL      | 2     | 0     | 0     | 0     | 0        | 0     | 0     | 0        | 0           | ----  | 8     | 1.2      | 2        | 2           | 1        | 0     | 0        | 2        | 0     | 0        | 2     | 2        | 10.80    | 1.80    |
| 2016     | ATL      | 3     | 0     | 0     | 0     | 0        | 0     | 0     | 0        | 0           | ----  | 8     | 2.1      | 0        | 0           | 1        | 0     | 0        | 4        | 0     | 0        | 0     | 0        | 0.00     | 0.43    |
| 2017     | ATL      | 16    | 0     | 0     | 0     | 0        | 1     | 1     | 0        | 4           | .500  | 53    | 14.1     | 7        | 1           | 6        | 0     | 0        | 18       | 0     | 0        | 4     | 4        | 2.51     | 0.91    |
| 2018     | ATL      | 69    | 0     | 0     | 0     | 0        | 4     | 0     | 2        | 23          | 1.000 | 255   | 60.1     | 52       | 3           | 20       | 1     | 5        | 69       | 2     | 0        | 27    | 23       | 3.43     | 1.19    |
| 2019     | ATL      | 27    | 0     | 0     | 0     | 0        | 3     | 1     | 0        | 6           | .750  | 93    | 21.2     | 18       | 5           | 11       | 0     | 1        | 22       | 1     | 0        | 14    | 12       | 4.98     | 1.34    |
| 2020     | CHC      | 18    | 0     | 0     | 0     | 0        | 0     | 0     | 0        | 1           | ----  | 76    | 18.1     | 11       | 3           | 11       | 0     | 1        | 18       | 0     | 1        | 7     | 6        | 2.95     | 1.20    |
| 2021     | CHC      | 47    | 0     | 0     | 0     | 0        | 1     | 3     | 0        | 6           | .250  | 190   | 39.2     | 32       | 5           | 30       | 1     | 9        | 40       | 3     | 0        | 24    | 23       | 5.22     | 1.56    |
| MLB：7年 | MLB：7年 | 182   | 0     | 0     | 0     | 0        | 9     | 5     | 2        | 40          | .643  | 683   | 158.1    | 122      | 19          | 80       | 2     | 16       | 173      | 6     | 1        | 78    | 70       | 3.98     | 1.28    |

- 2021年度シーズン終了時

### 年度別守備成績
| 年 度 | 球 団 | 投手（P） | 投手（P） | 投手（P） | 投手（P） | 投手（P） | 投手（P） |
| 年 度 | 球 団 | 試 合     | 刺 殺     | 補 殺     | 失 策     | 併 殺     | 守 備 率  |
| ----- | ----- | --------- | --------- | --------- | --------- | --------- | --------- |
| 2015  | ATL   | 2         | 1         | 0         | 0         | 0         | 1.000     |
| 2016  | ATL   | 3         | 0         | 0         | 0         | 0         | ----      |
| 2017  | ATL   | 16        | 0         | 2         | 0         | 0         | 1.000     |
| 2018  | ATL   | 69        | 0         | 7         | 1         | 1         | .875      |
| 2019  | ATL   | 27        | 0         | 1         | 0         | 0         | 1.000     |
| 2020  | CHC   | 18        | 0         | 2         | 0         | 0         | 1.000     |
| MLB   | MLB   | 135       | 1         | 12        | 1         | 1         | .929      |

- 2020年度シーズン終了時

### 記録
MiLB
- カリフォルニアリーグ・オールスターゲーム選出：1回（2013年）
- テキサスリーグ・オールスターゲーム選出：1回（2014年）

### 背番号
- 70（2015年）
- 58（2016年、2018年 - 2019年）
- 63（2017年）
- 43（2020年 - 2021年）